# Cadro
Cadro  är en ort i kommunen Lugano i kantonen Ticino, Schweiz. 
Cadro var tidigare en självständig kommun, men 14 april 2013 blev Cadro en del av kommunen Lugano.